# ماكس غريشام
ماكس غريشام (بالإنجليزية: Max Gresham)‏ هو سائق سباق أمريكي، ولد في 30 أبريل 1993 في ستوكبريدج في الولايات المتحدة.

## وصلات خارجية
- الموقع الرسمي
- ماكس غريشام على موقع Racing-Reference.info (الإنجليزية)